# 北海道道34号襟裳公園線

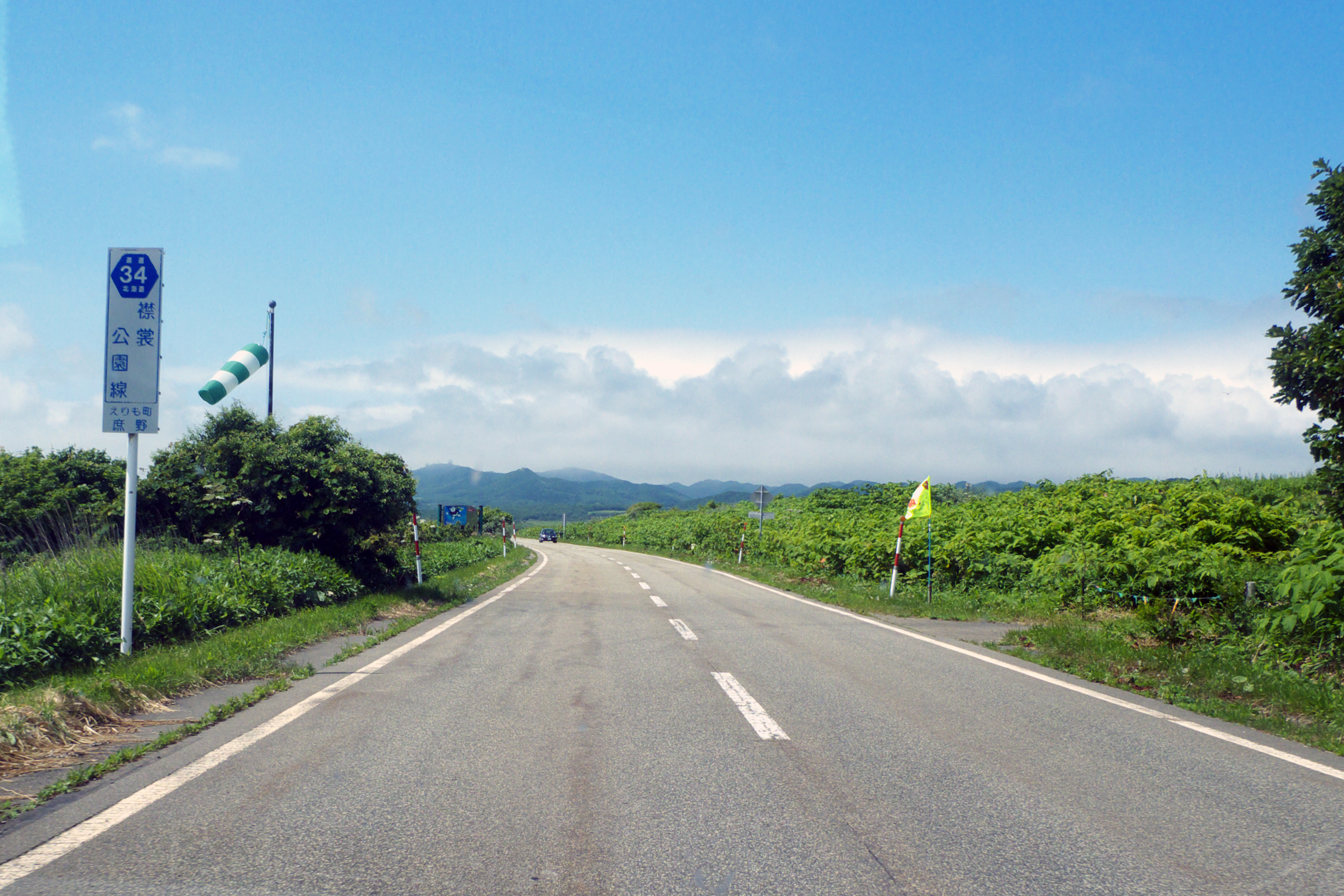
沿線風景

北海道道34号襟裳公園線（ほっかいどうどう34ごう えりもこうえんせん）は、北海道幌泉郡えりも町内を結ぶ道道（主要地方道）である。

## 概要
襟裳岬へ通じる。路側のうち東側（海岸線側）は、日本の渚百選、日本の白砂青松百選に選ばれている。

### 路線データ
- 起点：北海道幌泉郡えりも町字庶野（国道336号交点）
- 終点：北海道幌泉郡えりも町字歌別（国道336号交点）
- 総延長：26.124 km[1]
- 実延長：26.095 km[1]
- 重用延長：0.029 km[1]

### 道路管理者
- 胆振総合振興局 室蘭建設管理部 浦河出張所

## 歴史
- 1954年（昭和29年）3月30日 - 97号として路線認定[2]。
- 1993年（平成5年）5月11日 - 建設省から、道道襟裳公園線が襟裳公園線として主要地方道に指定される[3]。
- 1994年（平成6年）10月1日 - 路線番号を34号に変更[4]。

## 地理

### 通過する自治体
- 日高振興局
  - 幌泉郡えりも町

### 交差する道路
えりも町
- 国道336号 - 字庶野（起点）
- 国道336号 - 字歌別（終点）

### 沿線にある施設など
えりも町
- 百人浜 - 字庶野
- 襟裳岬 - 字えりも岬